# Спарадок
Спарадок (д/н — після 431 до н. е.) — володар Одриського царства в 450/448—4440/431 роках до н. е.

## Життєпис
Син царя одрисів Тереса I. Ймовірно за життя батька у 450 або 448 році до н. е. став його співволодарем (з огляду на похилий вік Тереса), започаткувавши політику поєднання декількох правителів при наявності головного, що було зручного з огляду на розширення меж царства. У 447 році до н. е. підписав договір з Афінським морським союзом щодо врегулювання сплатити данини одрисам давньогрецькими колоніями півночі Егейського моря, Пропонтиди та Геллеспонту. Це сприяло поповненю царської скарбниці. З цього часу налагоджуються також політичні та культурні стосунки одриських царів з Афінами.
До 445 році до н. е. після смерті батька успадкував владу, розділивши її з братом Сіталком. Втім першість ймовірно належала Спарадоку. Першим з одриських царів став карбувати власні монети. Між 440 та 431 роками внаслідок якогось конфлікту з Сіталком вимушений був тікати до скіфів. Усю владу в Одриському царстві перебрав Сіталк. Разом з тим син Спарадока — Севт — залишився у Фракії.